# Lebedinoe ozero
Lebedinoe ozero (Лебединое озеро) è un film del 1968 diretto da Apollinarij Ivanovič Dudko e Konstantin Sergeev. Prodotto da Lenfil'm con la partecipazione del corpo di ballo del Kirov Ballet, il film è una trasposizione cinematografica del balletto Il lago dei cigni di Pëtr Il'ič Čajkovskij.

## Trama
La bella Principessa Odette e le sue amiche, sono condannate da un sortilegio del mago cattivo Rothbart ad essere cigni durante il giorno e a riprendere le loro vere sembianze solo di notte. Il maleficio può essere spezzato solo dall'amore del Principe Siegrfried per Odette.

## Distribuzione

### Date di uscita
- 24 gennaio 1969 in Finlandia
- 7 febbraio 1969 in Ungheria
- 7 novembre 1969 in Cecoslovacchia
- 23 febbraio 1970 in Svezia
- 25 febbraio 1971 in Messico
- 18 settembre 1971 negli Stati Uniti (New York, New York)
- Dicembre 1973 in Turchia